# Сеха (приток Понги)
Сеха — река в Костромской области России. Длина реки — 34 км, площадь водосборного бассейна — 198 км².

## География
Протекает в северном направлении по территории Парфеньевского и Кологривского районов. Слиянием с рекой Лондушкой образует реку Понгу в 73 км от её устья, являясь левой составляющей.  Левый приток — река Чёрная. Леса по берегам реки включены в состав заповедника Кологривский лес.

## Данные водного реестра
По данным государственного водного реестра России относится к Верхневолжскому бассейновому округу, водохозяйственный участок реки — Унжа от истока до устья, речной подбассейн реки — Бассейн притоков Волги ниже Рыбинского водохранилища до впадения Оки. Речной бассейн реки — (Верхняя) Волга до Куйбышевского водохранилища (без бассейна Оки).
Код объекта в государственном водном реестре — 08010300312110000015280.